# Taeniotes scalatus
Taeniotes scalatus es una especie de escarabajo longicornio del género Taeniotes, tribu Monochamini, subfamilia Lamiinae. Fue descrita científicamente por Gmelin en 1790.
El período de vuelo ocurre durante todos los meses del año.

## Descripción
Mide 13-37,2 milímetros de longitud.

## Distribución
Se distribuye por Belice, Bolivia, Brasil, Colombia, Costa Rica, Ecuador, Granada, Guatemala, Honduras, Martinica, México, Nicaragua, Panamá, Perú y Venezuela.